# Edward Condon
Edward Uhler Condon (Alamogordo, 2 marzo 1902 – Boulder, 26 marzo 1974) è stato un fisico statunitense.

## Biografia e carriera
Condon ha frequentato la scuola secondaria a Oakland in California e si è diplomato nel 1918. Dopo avere lavorato per tre anni come giornalista, si è iscritto all'Università di Berkeley, dove nel 1924 ha conseguito il Bachelor of Arts. Ha proseguito gli studi nella stessa università e nel 1926 ha conseguito il Ph.D.. Dopo il dottorato si è recato nelle università di Gottinga e Monaco di Baviera per effettuare studi sulla fisica quantistica.
Tornato negli USA, ha lavorato per un breve periodo presso i Bell Telephone Laboratories e poi alla Columbia University. Nel 1928 è diventato professore assistente all'Università di Princeton. Nel 1929 ha insegnato all'Università del Minnesota; l'anno successivo è ritornato all'università di Princeton, dove ha lavorato come professore associato fino al 1937. Lasciato l'insegnamento universitario, ha lavorato come direttore aggiunto di ricerca alla Westinghouse Electric Company. A seguito della partecipazione statunitense alla seconda guerra mondiale, Condon ha lavorato per il National Defence Research Committee, occupandosi dello sviluppo di sistemi radar. Nel 1943 ha preso parte al progetto Manhattan, che ha lasciato dopo sei settimane per disaccordi con il generale Leslie R. Groves, direttore militare del progetto.
Finita la guerra, Condon ritornò al suo lavoro precedente, ma nel 1946 lasciò la Westinghouse per assumere l'incarico di direttore del National Bureau of Standards. Poco dopo, Condon assunse l'incarico di consigliere del senatore Brien McMahon, fautore di un controllo civile del programma di sviluppo delle armi nucleari. Nel 1947 Condon venne attaccato per la prima volta dal deputato John Parnell Thomas, presidente del Comitato di vigilanza per le attività anti-americane della Camera dei Deputati (HUAC). Nel 1948 in un rapporto dell'HUAC Condon subì un nuovo attacco e venne definito "l'anello debole della politica di sicurezza statunitense". A seguito di ciò, le sue credenziali di sicurezza vennero sospese, per essergli in seguito riattribuite e poi nuovamente riesaminate.
Nel 1951 Thomas Parrel venne accusato di corruzione e finì in carcere. I sospetti contro Condon caddero, ma egli preferì lasciare il National Bureau of Standards e ogni tipo di servizio governativo per prendere parte al programma di ricerche della Corning Glass. Nel 1956 Condon ritornò all'insegnamento universitario a St. Louis presso la Washington University, dove rimase fino al 1963 con l'intervallo di un anno (il 1962) in cui insegnò all'Oberlin College. Nel 1963 si trasferì a Boulder presso l'Università del Colorado.
Oltre all'attività di insegnamento, Condon lavorò anche per il Joint Institute for Laboratory Astrophysics. Tra il 1966 e il 1968 Condon ha presieduto una commissione scientifica sullo studio degli UFO, conosciuta come Condon Committee. Nel 1970 Condon si è ritirato dall'insegnamento e dall'attività scientifica rimanendo a Boulder, dove è morto nel 1974. Condon è stato presidente dell'American Physical Society, dell'American Association for the Advancement of Science, dell'American Association of Physics Teachers e della Society for Social Responsibility in Science. In campo scientifico, Condon è conosciuto soprattutto per la scoperta del principio di Franck-Condon.

## Premi e riconoscimenti
- Nomina a membro della National Academy of Sciences (1944)
- Frederic Ives Medal dell'Optical Society (1968)
- Saggio commemorativo pubblicato in suo onore in occasione del ritiro dall'attività accademica (1971)[1]
- Istituzione di un premio a lui intitolato (Condon Award) da parte del National Institute of Standards and Technology (1974)
- Un cratere lunare è stato denominato Condon in suo onore

## Libri pubblicati
- Edward U. Condon-Philip M. Morse, Quantum mechanics, McGraw-Hill Book Co., 1929
- Edward U. Condon-George Shortley, The Theory of atomic spectra, Cambridge University Press, 1935
- Edward U. Condon-Hugh Odishaw, Handbook of Physics, McGraw-Hill Inc., 1967
- Edward U. Condon-Oktay Sinanoglu, New directions in Atomic Physics (2 vol.), Yale University Press, 1972
- Edward U. Condon-Halis Odabasi, Atomic Structure, Cambridge University Press, 1980 (pubblicato postumo)